# 미나미이세정
미나미이세정(일본어: 南伊勢町)은 일본 미에현 남부에 있는 와타라이군의 정이다.

## 지리
면적은 242.98km2. 이세시, 시마시, 와타라이정, 다이키정과 경계를 접한다. 고카쇼만 등 리아스식 해안을 가지고 연안부는 이세시마 국립공원에 포함된다. 평지는 적다.

## 역사
- 2005년 10월 1일 - 와타라이군 난세이(南勢)정과 난토(南島)정이 합병해 탄생했다.

## 산업
- 어업 - 연안어업이나 양식어업뿐만 아니라 원양어업도 활발했는데 근래에는 쇠퇴 경향에 있다.
- 농업 - 평지가 적기 때문에 농업은 그다지 활발하지 않다. 감귤 재배가 이뤄지고 있다.
- 관광 - 난카이(南海) 전망대 등 리아스식 해안을 바라볼 수 있는 전망대가 많이 있다. 낚시를 하기 위하여 찾는 사람도 많은데 시마시와 달리 설비가 잘 갖추어진 해수욕장은 적다. 대형 호텔은 없고 여관이나 민숙이 있다.

## 교통

### 철도
없음.

### 버스
미에교통이 이세시, 시마시, 와타라이정과 연결하고 있다. 또한 정내(町內)의 마을들을 미나미이세 정영(町營) 버스가 연결하고 있다.

### 도로
- 국도 제260호선 (일본)(일본어판)

## 인구
| 연도 | 인구   | ±%     |
| ---- | ------ | ------ |
| 1950 | 31,508 | —      |
| 1960 | 32,071 | +1.8%  |
| 1970 | 27,813 | −13.3% |
| 1980 | 23,883 | −14.1% |
| 1990 | 20,933 | −12.4% |
| 2000 | 18,235 | −12.9% |
| 2010 | 14,791 | −18.9% |

|                                                  | |
| 미나미이세정의 전국의 연령별 인구 분포（2005년） | 미나미이세정의 연령·남녀별 인구 분포（2005년）                                                                         |
| ■자주색 ― 미나미이세정 ■녹색 ― 일본전국          | ■파랑색 ― 남자 ■빨간색 ― 여자                                                                                          |
| · 미나미이세정（에 해당되는 지역）의 인구추이    | |
| 일본 총무성 통계국 국세조사 결과                 | |
|                                                  | 기술적 문제로 인해 그래프를 일시적으로 사용할 수 없습니다. 파브리케이터와 미디어위키 위키에 더 자세한 정보가 있습니다. |

## 기후
| 미나미이세정의 기후                                          | 미나미이세정의 기후 | 미나미이세정의 기후 | 미나미이세정의 기후 | 미나미이세정의 기후 | 미나미이세정의 기후 | 미나미이세정의 기후 | 미나미이세정의 기후 | 미나미이세정의 기후 | 미나미이세정의 기후 | 미나미이세정의 기후 | 미나미이세정의 기후 | 미나미이세정의 기후 | 미나미이세정의 기후 |
| 월                                                           | 1월                 | 2월                 | 3월                 | 4월                 | 5월                 | 6월                 | 7월                 | 8월                 | 9월                 | 10월                | 11월                | 12월                | 연간                |
| ------------------------------------------------------------ | ------------------- | ------------------- | ------------------- | ------------------- | ------------------- | ------------------- | ------------------- | ------------------- | ------------------- | ------------------- | ------------------- | ------------------- | ------------------- |
| 역대 최고 기온 °C (°F)                                       | 19.3 (66.7)         | 21.2 (70.2)         | 24.5 (76.1)         | 27.4 (81.3)         | 30.9 (87.6)         | 34.8 (94.6)         | 37.8 (100.0)        | 38.2 (100.8)        | 35.3 (95.5)         | 31.8 (89.2)         | 25.2 (77.4)         | 24.4 (75.9)         | 38.2 (100.8)        |
| 일평균 최고 기온 °C (°F)                                     | 10.2 (50.4)         | 11.1 (52.0)         | 14.3 (57.7)         | 19.1 (66.4)         | 23.0 (73.4)         | 25.7 (78.3)         | 29.4 (84.9)         | 30.8 (87.4)         | 27.9 (82.2)         | 23.0 (73.4)         | 17.8 (64.0)         | 12.8 (55.0)         | 20.4 (68.8)         |
| 일일 평균 기온 °C (°F)                                       | 5.9 (42.6)          | 6.4 (43.5)          | 9.4 (48.9)          | 14.0 (57.2)         | 18.2 (64.8)         | 21.6 (70.9)         | 25.5 (77.9)         | 26.7 (80.1)         | 23.7 (74.7)         | 18.6 (65.5)         | 13.2 (55.8)         | 8.2 (46.8)          | 15.9 (60.7)         |
| 일평균 최저 기온 °C (°F)                                     | 1.6 (34.9)          | 1.8 (35.2)          | 4.5 (40.1)          | 8.9 (48.0)          | 13.5 (56.3)         | 18.0 (64.4)         | 22.3 (72.1)         | 23.3 (73.9)         | 20.3 (68.5)         | 14.8 (58.6)         | 8.7 (47.7)          | 3.5 (38.3)          | 11.8 (53.2)         |
| 역대 최저 기온 °C (°F)                                       | −5.8 (21.6)         | −4.9 (23.2)         | −3.8 (25.2)         | −1.2 (29.8)         | 4.6 (40.3)          | 10.3 (50.5)         | 14.9 (58.8)         | 15.5 (59.9)         | 11.6 (52.9)         | 5.3 (41.5)          | −0.3 (31.5)         | −3.5 (25.7)         | −5.8 (21.6)         |
| 평균 강수량 mm (인치)                                        | 76.7 (3.02)         | 86.7 (3.41)         | 160.7 (6.33)        | 193.3 (7.61)        | 222.9 (8.78)        | 256.6 (10.10)       | 228.7 (9.00)        | 185.8 (7.31)        | 379.1 (14.93)       | 286.0 (11.26)       | 121.8 (4.80)        | 75.2 (2.96)         | 2,273.5 (89.51)     |
| 평균 강수일수 (≥ 1.0 mm)                                     | 5.3                 | 6.3                 | 9.6                 | 9.6                 | 10.9                | 13.3                | 11.9                | 10.0                | 12.5                | 11.0                | 7.1                 | 5.7                 | 113.2               |
| 평균 월간 일조시간                                           | 181.6               | 172.5               | 189.5               | 194.2               | 193.0               | 137.6               | 169.1               | 203.3               | 147.0               | 157.4               | 163.2               | 185.6               | 2,094.2             |
| 출처: 일본 기상청 (평년값: 1991년~2020년, 극값: 1979년~현재) |                     |                     |                     |                     |                     |                     |                     |                     |                     |                     |                     |                     |                     |